# Carolin Fortenbacher
Carolin Fortenbacher (née le 26 juin 1963 à Hambourg) est une chanteuse et actrice allemande. Elle se fait connaître par sa participation à l'adaptation germanophone de la comédie musicale Mamma Mia !, donnée à l'Operettenhaus de 2002 à 2007.

## Carrière
Ayant appris la danse classique depuis son plus jeune âge, Carolin Fortenbacher devient étudiante en ballet auprès de Monika Radler à 13 ans. De 1982 à 1984, elle se forme comme chanteuse, danseuse et comédienne au Volker Ullmann Studio à Hambourg et approfondit ses études de chant de 1991 à 2005 auprès de Liliana Aabye. En 1983, elle a son premier engagement avec l'International Movers Dance Company à Hambourg. En 1988, elle est danseuse dans la revue musicale Hallelujah, Broadway au théâtre de Kaiserslautern.
Le répertoire de Fortenbacher comprend différents styles allant de la soul au jazz, de la pop, du rock et du heavy metal au chant d'opéra classique. La soprano colorature est connue du public tant par des rôles musicaux que par des rôles classiques. De 1985 à 1991, elle est la Reine de la nuit dans l'opéra de Mozart La Flûte enchantée au Hamburger Kammeroper, Anita dans West Side Story de Bernstein au théâtre de Münster et comme Rosalia au Staatstheater Kassel, Lucy dans You're OK, Charlie Brown au Theater am Holstenwall à Hambourg et Audrey dans Little Shop of Horrors au théâtre de Nordhausen et au Theater am Aegi à Hanovre. Au Freilichtbühne Tecklenburg, elle est engagée pour le rôle-titre dans la comédie musicale Evita.
À partir de septembre 1992, Fortenbacher joue dans plus de 60 représentations en tant que Pier Angeli dans la première mondiale de la comédie musicale Die Legende von Jimmy Dean au Essen Theatre Casa Nova. Elle alterne les rôles de Mabel et Kate dans The Pirates of Penzance au Theater Dortmund et au Theater des Westens à Berlin. Pour son interprétation de Kate et son rôle de Philia dans Le Forum en folie, elle reçoit le prix du public du Theater des Westens à Berlin. Elle a reçu le Image Award Germany de la "Meilleure actrice" en 1996 pour son rôle d'Aldonza dans L'Homme de la Mancha.
Fortenbacher est engagé au Centro Oberhausen de 1999 à 2001 pour être l'Araignée noire dans la comédie musicale Tabaluga & Lilli de Peter Maffay. Sa percée vient avec le rôle principal de la mère célibataire Donna dans la comédie musicale Mamma Mia !, qu'elle tient de novembre 2002 à septembre 2007 dans 1 200 représentations à l'Operettenhaus de Hambourg.
Début 2004, Fortenbacher part en tournée en Allemagne et en Autriche avec le gala Best of Musical. En septembre 2005, son premier album solo Zurück zu mir sort avec douze titres. Dans le cadre du vote pour la Hamburger Top-Frau 2005, elle est deuxième par les lecteurs locaux du journal Bild. En mars 2008, elle interprète la ballade pop Hinterm Ozean, écrite par Pe Werner, dans le concours de sélection de l'Allemagne au Concours Eurovision de la chanson 2008, où elle prend la deuxième place derrière les No Angels. La sortie du single et de son album Drama en mars 2008 donne lieu à une tournée. En décembre 2008, elle accompagne le groupe pop Gregorian en tant qu'invitée lors de leur tournée Christmas Chants en Allemagne.
En juin 2009, Fortenbacher participe à l'émission de Vox Das perfekte Dinner. En 2009, elle tient le rôle de Katja Wahl-Ente dans la comédie musicale Pasta e basta au Hamburger Kammerspiele.
En 2010, elle donne son programme solo Unverfroren Aufgetaut – Ein KonzertTheater au Fliegende Bauten Hamburg et un concert solo au Ebertbad d'Oberhausen. La même année, elle forme un duo avec Kay Ray. Avec leur programme, Heiß in Concert, ils se produisent régulièrement au Schmidt Theater à Hambourg et au Bar jeder Vernunft à Berlin et au Theater am Aegi à Hanovre. Au Schmidt Theater de Hambourg, elle joue également sous la direction de Corny Littmann dans la comédie Oh Alpenglühn! de Mirko Bott, pour lequel elle reçoit le prix Rolf-Mares dans la catégorie "Actrice exceptionnelle" en octobre 2012. En 2011, elle incarne le rôle-titre dans la nouvelle adaptation de La Belle aux oranges de Jostein Gaarder aux côtés de Sascha Rotermund au Altonaer Theater de Hambourg.
Avec Sascha Rotermund, Carolin Fortenbacher développe le programme scénique La Fortenbacher & die Carolinger: Ich hab Hunger!, créé en février 2013 sous la direction musicale de Martin Langer et Dominik Pobot au Schmidts Tivoli de Hambourg. Avec son groupe de musique Die Carolinger, l'album Kamionka sort en février 2014. À l'été 2014, elle joue le rôle de la belle-mère Dorabella dans la comédie musicale Cendrillon au Brüder Grimm Festspiele Hanau. Avec son mari Sascha Rotermund, elle conçoit la Fortenbacher's Intimate Night, créée en juin 2014 chez Angie's (Schmidt Tivoli). À partir de septembre 2014, elle joue avec Marion Martienzen dans le spectacle musical Forever Soul au Hamburger Kammerspiele.
En 2015, elle interprète la pièce Entführung aus dem Paradies avec Nik Breidenbach dans la nouvelle salle Das Schmidtchen. En 2016, elle a le rôle de Diana Goodman dans la comédie musicale Next to Normal au Hamburger Kammerspiele. En 2017, elle se consacre principalement à la musique et présente ABBA macht glücklich! et Fortenbacher singt Streisand au Schmidt Theater de Hambourg. En novembre 2017, sort l'album live Carolin Fortenbacher singt ABBA und stellt fest: ABBA macht glücklich! suivi du live Fortenbacher singt Streisand en février 2018.

## Discographie
Comédies musicales
- 1992: Starmania, Essen - Aalto Theater
- 1994: Der Mann von La Mancha, Essen - Casa Nova
- 1994: Die Legende von Jimmy Dean
- 1995: Voice of Eternity
- 1999: Being alive – The Art of German Musicalstars
- 1999–2001: Tabaluga & Lilli, Oberhausen - Teatro Centro
- 2002: Hero Nation – Metalium
- 2004: Mozarts Königin der Nacht in Rock
- 2004: Mamma Mia!
- 2004: Best of Musical
- 2005: Christmas Stories
- 2015: Aschenputtel / Brüder Grimm Festspiele Hanau
- 2016: Fast Normal / Hamburger Kammerspiele
- 2019: Weltenwandler / Brüder Grimm Festspiele Hanau

Albums
- 2005: Zurück zu mir
- 2008: Drama
- 2014: Kamionka – La Fortenbacher & die Carolinger
- 2015: Intimate Night (Live) –  Carolin Fortenbacher & Sascha Rotermund
- 2017: Carolin Fortenbacher singt ABBA und stellt fest: ABBA macht glücklich!
- 2018: Fortenbacher singt Streisand - Carolin Fortenbacher & Lutz Krajenski Trio
- 2022: Caro

Singles
- 2005: Blinder Passagier
- 2008: Hinterm Ozean
- 2014: Souvenir – La Fortenbacher & die Carolinger